# Nedre Svarttjärnen, Dalarna
Nedre Svarttjärnen är en sjö i Borlänge kommun i Dalarna och ingår i Dalälvens huvudavrinningsområde.